# 白神駅
白神駅（しらなみえき）は、静岡県磐田郡水窪町大字奥領家字白神（現・浜松市天竜区水窪町奥領家字白神）にあった日本国有鉄道（国鉄）飯田線の駅（廃駅）。
佐久間ダム建設に伴う飯田線佐久間 - 大嵐間の経路変更に伴い廃止された。駅跡地は佐久間湖の湖底に沈んでいるが、渇水時には水面上に出ることもある。しかし、堆積した泥に埋もれてしまっているためそれとわかるものは見つけることができない。

## 歴史
- 1936年（昭和11年）12月29日：三信鉄道の白神停留場として開業。旅客駅[1]。
- 1943年（昭和18年）8月1日：国有化、鉄道省（後の日本国有鉄道）飯田線の駅となる[1]。同時に白神駅に昇格[1]。
  - 当時は、東海道本線浜松 - 名古屋間の各駅や飯田線の各駅、中央本線上諏訪 - 塩尻間の各駅、松本駅を発着する旅客のみ利用可能であった[1]。
- 1952年（昭和27年）12月2日：旅客制限撤廃[1]。
- 1955年（昭和30年）11月11日：経路変更に伴い廃止[1]。

## 駅構造
単式ホーム1面1線を持つ地上駅であった。

## 駅周辺
駅は天竜川の東岸にあった。周辺には水窪町の白神集落が、対岸には愛知県北設楽郡富山村(現・豊根村)の下山中集落があった。水窪駅の開業前は水窪市街地に最も近い鉄道駅であったため、徒歩で当駅まで出向く水窪在住の利用者も多かった。

## 隣の駅
日本国有鉄道
飯田線
天龍山室駅 - 白神駅 - 大嵐駅